# Visdalen

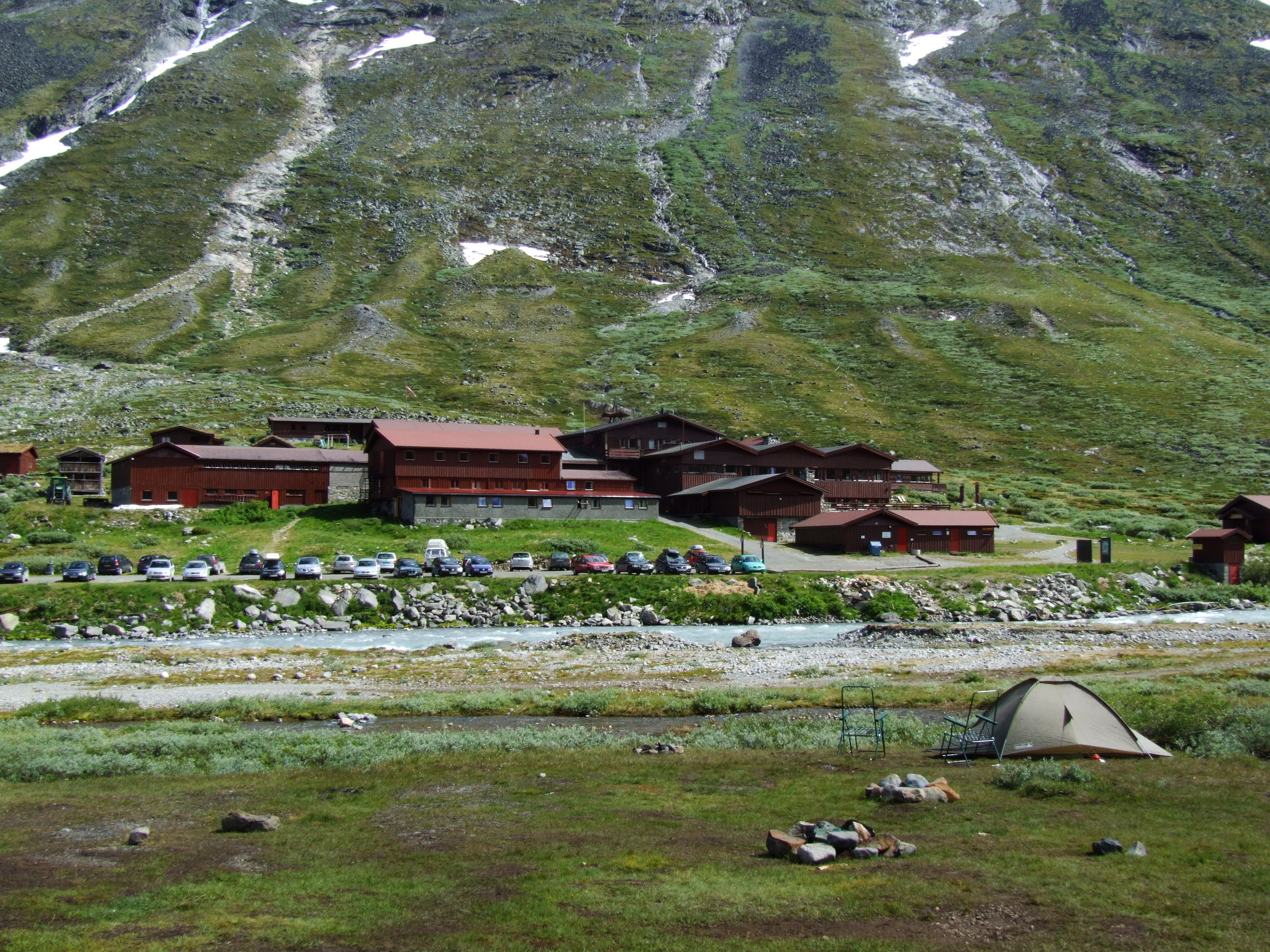
El refugio de montaña Spiterstulen en Visdalen.

Visdalen es un valle en el municipio de Lom en Oppland, Noruega. Está localizado en la cordillera Jotunheimen, entre Glittertind y Galdhøpiggen, y es un valle al lado de Bøverdalen.